# Tumba del jardín

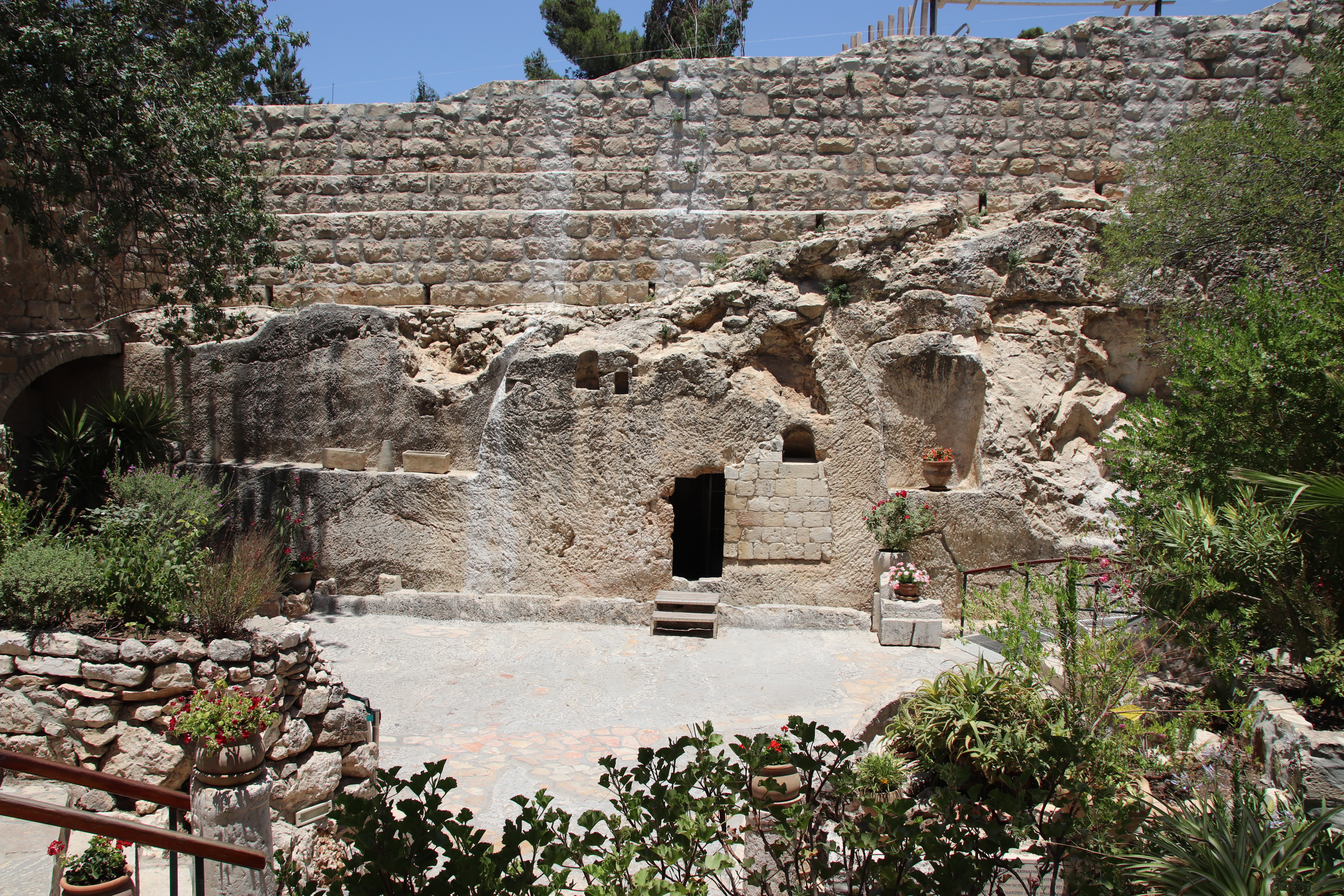
Frente de la tumba del jardín

La tumba del jardín es una sepultura en Jerusalén que se cree fue la tumba vacía de Jesús de Nazaret por los protestantes y evangélicos. El jardín es administrado por la Garden Tomb Association, miembro de la Alianza Evangélica de Israel y la Alianza Evangélica Mundial.

## Situación

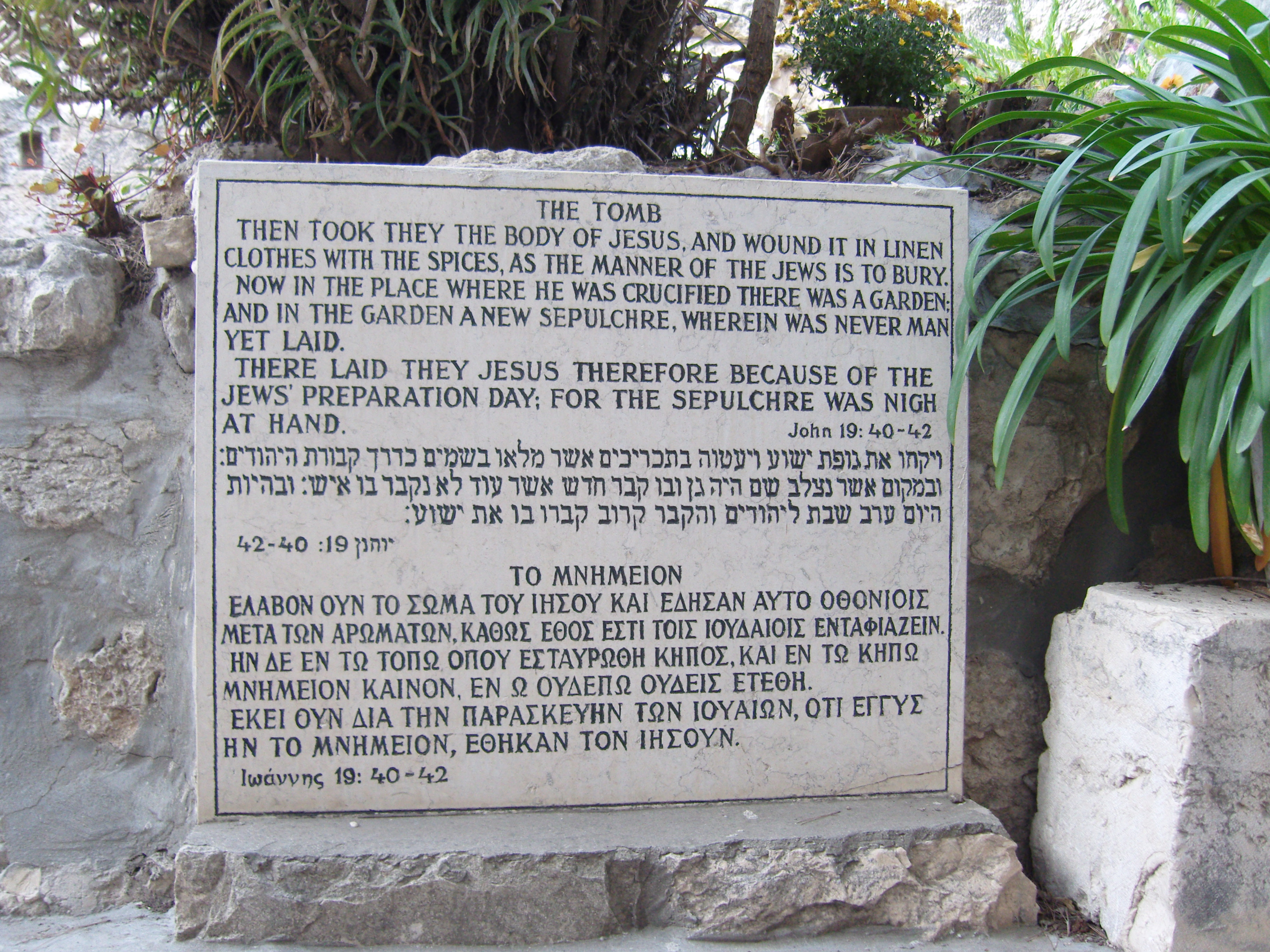
Panel cerca de la tumba, citando el Evangelio de Juan 19:40-42

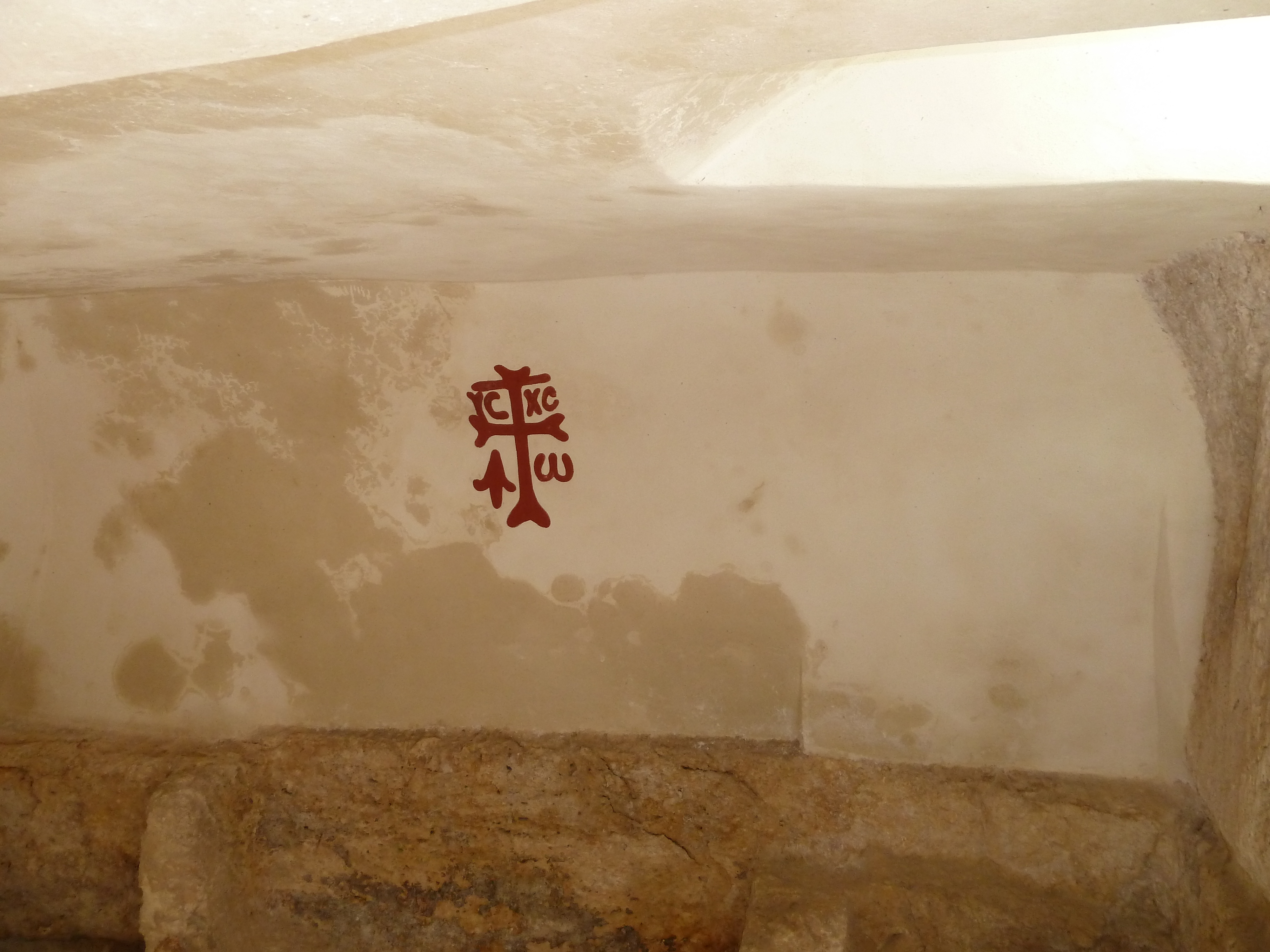
Interior de la tumba

La Tumba del Jardín es un sitio reconocido oficialmente por la autoridad local como un sitio de alto valor arqueológico. La arqueóloga inglesa Dame Kathleen Mary Kenyon afirmó que es una tumba judío-romana del siglo I.

## Historia
La tumba excavada en la roca fue descubierta en 1867 por arqueólogos y ha sido propuesta como el lugar del entierro y resurrección de Jesús. El año 1882 fue decisivo para el descubrimiento posterior, cuando el mismo General inglés Charles Gordon fue al lugar y se convenció de que debía de tratarse probablemente de la tumba de Jesús. Como pruebas le sirvieron la situación de la puerta de la ciudad y la forma de la colina, en donde reconoció un cráneo. En 1894 se creó para la conservación del lugar la "Sociedad de la Tumba del Jardín", con cuyas donaciones se compró el terreno alrededor de la sepultura.
Los protestantes y los  evangélicos consideran que el sitio es la tumba de Jesús.

## Afiliación
El jardín es administrado por la Garden Tomb Association, miembro de la Alianza Evangélica de Israel y la Alianza Evangélica Mundial.

## Autenticidad

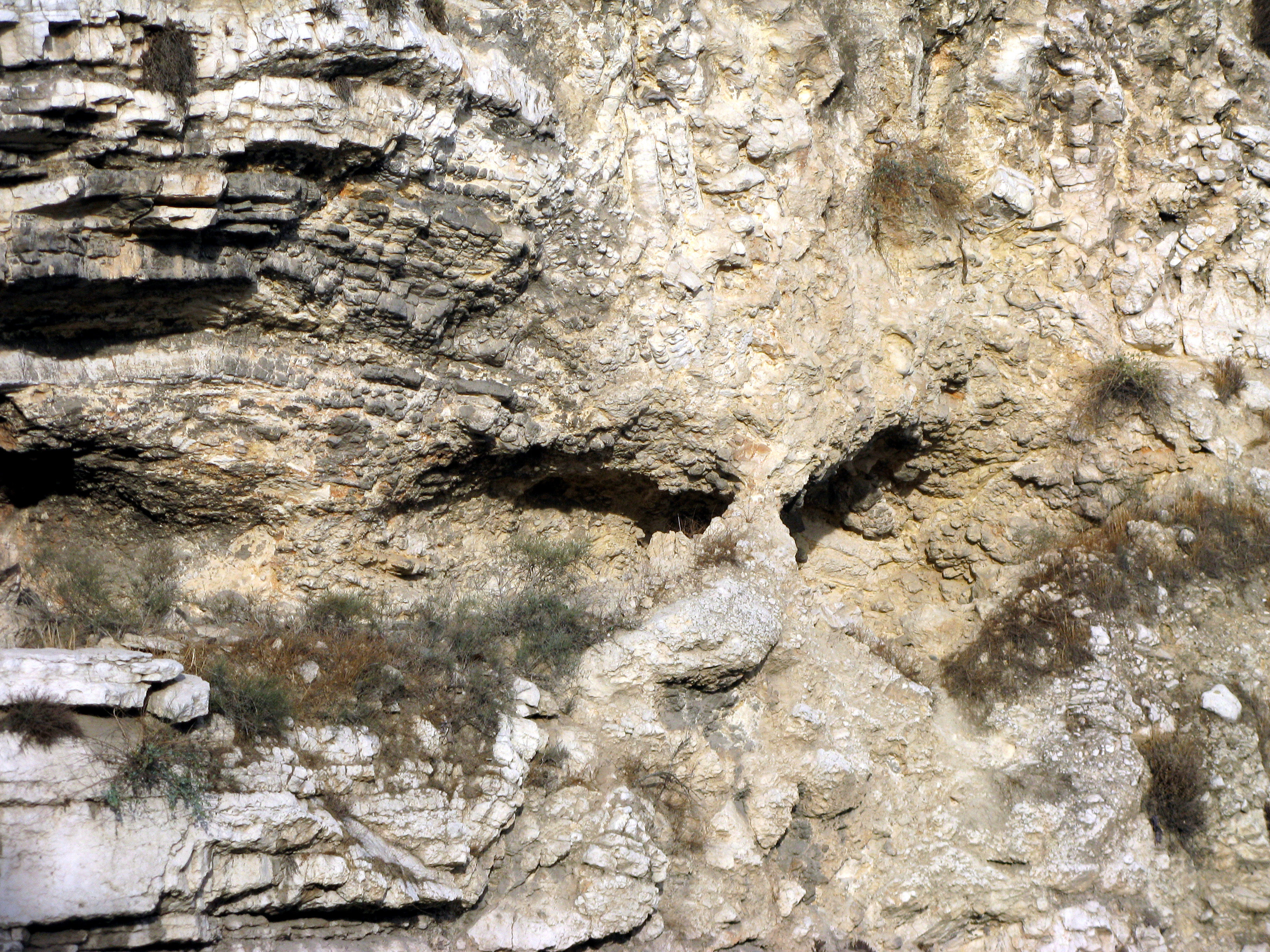
Montículo identificado como el Gólgota (Calavera), por aquellos que creen que este fue el lugar de ejecución y enterramiento de Jesús

La tumba cuenta con más de veinte pruebas arqueológicas contundentes que confirman la narración bíblica que la califican como la genuina tumba de Cristo, de entre las cuales se pueden citar las siguientes: Fue excavada en un costado del monte Moria a las afueras de Jerusalén, en un lugar de tránsito de personas, en un pelón (Gólgota) que le fue artificialmente extraído al monte Moria, en un lugar llamado de la Calavera producto de una formación natural que desde dos ángulos tiene la apariencia de una calavera, cerca de un jardín, con una gran cisterna de un millón de litros de capacidad para acumular aguas de lluvias en el invierno y regar las plantas en el verano, con una tumba enteramente excavada en la roca, con el espacio demarcado para una enorme roca rodante en el frente de su puerta, se podía apreciar desde afuera el lugar donde pusieron el cuerpo, podían entrar a un vestíbulo desde donde también se podía ver el lugar donde pusieron el cuerpo, espacios para que se sienten personas a la cabecera y a los pies de la tumba principal, restos cercenados de una estaca de acero utilizado para sellar la entrada de la tumba que fuera cercenado cuando se abrió la tumba empujando la roca, el lugar principal excavado en la roca para poner el cuerpo fue ampliado a la rápida demostrando que no fue el dueño original quién la utilizara finalmente sino una persona más alta, finalmente la tumba quedó vacía, existen evidencias de haber sido un sitio muy visitado en el pasado, tales como un lugar para lavarse los pies, dado que debe haber sido un lugar venerado por los cristianos primitivos.

## Controversias
En 1986, Gabriel Barkay criticó a los defensores de la ubicación del jardín y la  Iglesia del Santo Sepulcro por hacer más argumentos teológicos y apologéticos que científicos. En 2010, el director del jardín, Richard Meryon, afirmó en una entrevista con "The Jerusalem Post" que cada campamento tenía evidencia académica y arqueológica a favor de la ubicación real, y que solo uno de ambos podía tener razón, pero que lo importante era el simbolismo del lugar y especialmente la historia de  Jesús y no una garantía del sitio exacto. En la misma entrevista, Steve Bridge, un pastor retirado que trabaja como voluntario en el jardín, afirmó que los grupos católicos venían al sitio con regularidad y que los guías no jugaban a la política, con énfasis en la crucifixión y la  resurrección de  Jesús.